# Juravleva Buda, Koriukivka
Juravleva Buda (în ucraineană Журавлева Буда) este un sat în comuna Rîbînsk din raionul Koriukivka, regiunea Cernihiv, Ucraina.

## Demografie
Componența lingvistică a localității Juravleva Buda
     Ucraineană (100%)
Conform recensământului din 2001, toată populația localității Juravleva Buda era vorbitoare de ucraineană (100%).